# 아르차노
아르차노(이탈리아어: Arzano)는 이탈리아 캄파니아주의 나폴리현의 코무네다. 나폴리로부터 북쪽으로 약 9km 거리에 있다.

## 개요
캄파니아 주의 공업 지대 중 하나로, 통신, 직물, 제화 산업을 담당하고 있다.